# Robert Cochran
Robert Cochran (manchmal auch Bob Cochran) ist ein US-amerikanischer Produzent und Drehbuchautor.

## Leben und Leistungen
Als Cochran zwölf Jahre alt war, zog seine Familie nach Monterey, Kalifornien, wo er aufwuchs. Er ist von Beruf Rechtsanwalt. Zu Beginn seiner schriftstellerischen Berufslaufbahn schrieb er für die Gerichtsserien L.A. Law – Staranwälte, Tricks, Prozesse und The Antagonists. Mit einem historischen Thema befasste er sich u. a. in der Miniserie Attila (2001). Er produziert und schreibt seine Drehbücher überwiegend für Fernsehserien.
Cochran ist vor allem durch die Echtzeitserie 24 (seit 2001) mit Kiefer Sutherland bekannt, die er gemeinsam mit Joel Surnow erdachte. Vorher arbeiteten beide zusammen an der dramatischen Agentenserie Nikita (1997–2001), in der Peta Wilson die Hauptrolle verkörperte. Als Erfinder von 24 hatte er auch Anteil am Videospiel 24: The Game (2006).
Cochran wurde mit verschiedenen Auszeichnungen bedacht. Unter anderem gewann er, geteilt mit anderen, 2002 und 2006 einen Emmy für 24 als beste Dramaserie. In den Jahren 2002, 2003, 2004 und 2005 wurde er für diesen Preis nominiert, jeweils für 24. Die Writers Guild of America nominierte ihn 2007 für 24 als beste Dramaserie für den WGA Award (TV).

## Filmografie (Auswahl)

### Produzent
- 1991: Der Polizeichef (The Commish) (Fernsehserie)
- 1995: JAG – Im Auftrag der Ehre (JAG) (Fernsehserie)
- 2001–2007: 24 (147 Serienfolgen)

### Drehbuchautor
- 1987, 1988: L.A. Law – Staranwälte, Tricks, Prozesse (L.A. Law)
- 1989, 1990: Falcon Crest (Fernsehserie)
- 1991: Sons and Daughters (Fernsehserie)
- 1991: The Antagonists (Fernsehserie)
- 1991: Der Polizeichef (The Commish) (Fernsehserie)
- 1995: JAG – Im Auftrag der Ehre (JAG)
- 1997: Nikita (La Femme Nikita) (Fernsehserie)
- 2001: Attila – Der Hunne (Attila)
- 2001–2007: 24 (76 Serienfolgen)

### Creative Consultant
- 1997: Nikita (La Femme Nikita) (Fernsehserie)